# Kaitoke Lake
Der Kaitoke Lake ist ein See im Whanganui District der Region Manawatū-Whanganui auf der Nordinsel von Neuseeland.

## Geographie
Der Kaitoke Lake befindet sich 2,7 km südöstlich des Stadtkerns von Whanganui, 3 km nordöstlich der Küste zur Tasmansee und 300 m südlich des New Zealand State Highway 3, der von Südosten kommend durch die Stadt Whanganui weiter nach Westnordwesten führt. Der See besitzt in seiner Ost-West-Ausrichtung eine leichte S-Form und misst in seiner Länge 1,19 km, bei einer maximalen Breite von 285 m in Nordnordwest-Südsüdost-Richtung. Der Kaitoke Lake deckt bei einem Seeumfang von 2,9 km eine Fläche von 22,9 Hektar ab.
Gespeist wird er See von einigen wenigen von Osten und Westen zulaufenden Bächen, wohingegen seine Entwässerung an der Südseite des Sees über den Kaitoke Stream direkt in die Tasmansee stattfindet.
Rund 1,5 km südöstlich befinden sich die beiden zu einer Ansammlung von einem Dutzend Seen gehörende Lake Wiritoa und Lake Pauri.